# Kovač (ort i Tjeckien)
Kovač är en ort i Tjeckien. Den ligger i den centrala delen av landet, 80 km öster om huvudstaden Prag. Kovač ligger 266 meter över havet och antalet invånare är 118.
Terrängen runt Kovač är platt åt sydväst, men åt nordost är den kuperad. Runt Kovač är det ganska tätbefolkat, med 70 invånare per kvadratkilometer. Närmaste större samhälle är Jičín, 9,6 km nordväst om Kovač. Trakten runt Kovač består till största delen av jordbruksmark.